# Йончово
Йо́нчово (болг. Йончово) — село в Кирджалійській області Болгарії. Входить до складу общини Черноочене.

## Населення
За даними перепису населення 2011 року у селі проживали 148 осіб, з них 147 осіб (99,3%) — турки.
Розподіл населення за віком у 2011 році:
Динаміка населення: